# Aethiothemis incongruens
Aethiothemis incongruens е вид водно конче от семейство Libellulidae. Видът не е застрашен от изчезване.

## Разпространение
Разпространен е в Гана, Гвинея, Екваториална Гвинея, Камерун, Либерия, Нигерия и Того.